# Fanny Cornforth
Fanny Cornforth, née le 3 janvier 1835 à Steyning et morte le 24 février 1909 à Chichester, est une modèle anglaise, muse et maîtresse du peintre préraphaélite Dante Gabriel Rossetti.
De son vrai nom Sarah Cox, d'origine sociale modeste, elle travaille comme domestique et rencontre Rossetti en 1856. Elle emménage chez lui en 1862, après la mort de l'épouse du peintre, Elizabeth Siddal. Leur relation est mal vue par l'entourage du peintre, mais dure jusqu'à la mort de celui-ci en 1882. Peu avant sa mort, il lui paie une maison et lui lègue plusieurs de ses tableaux, tandis que Cornforth épouse un tenancier de bar avec qui elle ouvre une galerie pour exposer les tableaux qu'elle possède. 
Après avoir perdu son mari en 1891 et son beau-fils en 1898, elle commence à montrer des signes de démence, et est internée à l'asile de Chichester en 1907. Elle y meurt d'une pneumonie en 1909 et est enterrée dans une fosse commune. 

## Biographie

### Origines
Fanny Cornforth, de son vrai nom Sarah Cox, est née le 3 janvier 1835 à Steyning, dans le Sussex. Elle est la fille de Jane Woolgar (1814 - 1847) et William Cox (1814 - 1859). Elle est baptisée le 1er février 1835. D'après un recensement de 1851, elle vit alors à Brighton, où elle travaille comme domestique.

### Relation avec Rossetti

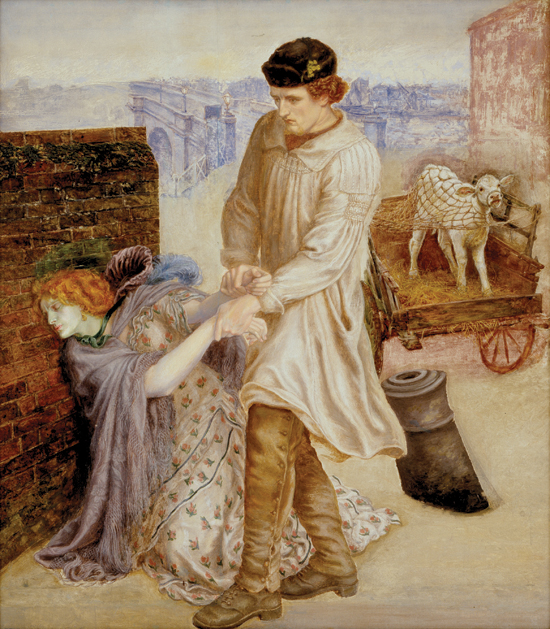
Dante Gabriel Rossetti, Found, 1853-1869 (non fini), Delaware Art Museum. Il s'agit du premier tableau pour lequel Rossetti prend Fanny Cornforth comme modèle.

Cornforth rencontre Dante Gabriel Rossetti en 1856, et pose pour lui en l'absence d'Elizabeth Siddal, que le peintre épousera en 1860. Des biographes[Lesquels ?] ont présumé que Siddal n'aimait pas Cornforth, mais il n'y a pas de preuves avérées que les deux femmes se soient connues à l'époque. Cornforth pose pour la première fois pour la toile Found, et devient la maîtresse de Rossetti.
Trois mois après le mariage de Rossetti et Siddal, Cornforth épouse un mécanicien, Timothy Hughes. Mais la relation est de courte durée et le couple se sépare. On ne connaît pas avec précision le moment où elle commence à se faire appeler Fanny Cornforth, mais Cornforth est le nom du beau-père de Hugues.
Après la mort de Siddal en 1862, Cornforth emménage chez Rossetti et devient sa ménagère. Leur relation est publique, contrairement à celle que Rossetti entretient épisodiquement avec Jane Morris, l'épouse d'un autre peintre, William Morris.

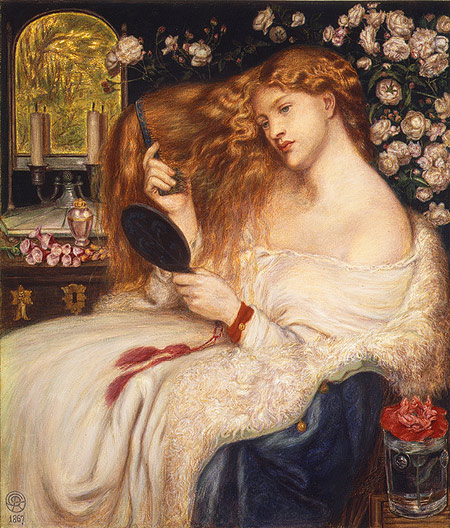
Dante Gabriel Rossetti, Lady Lilith, 1867, réplique à l'aquarelle, Metropolitan Museum of Art. Le tableau final de Lady Lilith est peint d'après une autre modèle, Alexa Wilding.

Les origines modestes de Cornforth, son accent rural et son manque d'éducation choquent les amis et la famille de Rossetti. Le frère du peintre, William Michael Rossetti, loue sa beauté mais trouve qu'elle n'a « aucun charme pour le savoir-vivre, l'éducation ou l'intelligence », et plusieurs personnes de l'entourage du peintre le pressent de mettre fin à sa relation. La prise de poids de Cornforth au fil des années est un sujet récurrent dans ses biographies, mais elle est un sujet de blagues pour le couple, sachant que Rossetti grossit aussi. Ils s'appellent entre eux « ma chère éléphante » et « mon rhinocéros », et durant ses périodes d'absence, Rossetti envoie à Cornforth des croquis d'éléphants, signés « Vieux Rhinocéros ».
La santé de Rossetti déclinant, sa famille s'implique plus fortement dans sa vie, forçant Cornforth à quitter la maison du peintre en 1877. Rossetti lui paie une maison à proximité, et lui écrit : « Tu es la seule personne sur laquelle il est de mon devoir de veiller, et tu peux être sûre que je ferai tout mon possible, aussi longtemps que mon cœur battra et qu'il y aura un penny dans mon porte-monnaie ». Il fait d'elle la propriétaire légale de plusieurs tableaux.

### Second mariage
Le premier mari de Cornforth décède en 1872. Après avoir été séparée de Rossetti en 1877, elle entame une relation avec John Schott, un tenancier de bar issu d'une famille de comédiens. Schott divorce de sa première épouse, qui vivait déjà avec un autre homme, pour épouser Cornforth en novembre 1879. Le couple gère une taverne à Westminster, rue Jermyn. Cependant Cornforth se rend régulièrement chez Rossetti pour le soigner, et l'accompagne dans le Cumbria en 1881. Après la mort de Rossetti, Cornforth et son mari ouvrent une galerie en 1883, pour vendre quelques tableaux qu'elle possède. Après la mort de son mari en 1891, elle vit avec son beau-fils Frederick, et reçoit régulièrement la visite de Samuel Bancroft (en), le marchand d'art de Rossetti. Il lui achète des tableaux et des objets de mémoire, et leur correspondance est conservée dans les collections du Delaware Art Museum.

### Dernières années
Cornforth perd son beau-fils en 1898, et s'installe alors chez la famille de son mari, dans le Sussex. Elle semble souffrir de démence à partir de 1905, et sa belle-sœur, l'actrice Rosa Villiers, la met en hospice contre sa volonté. Le 30 mars 1907, elle est admise à l'asile de Chichester, pour les motifs de « sénilité, confusion, faiblesse d'esprit, incapacité à maintenir une conversation rationnelle, difficultés de mémorisation et isomnies ». Elle y meurt le 24 février 1909 d'une pneumonie, après avoir souffert d'une fracture du bras en 1907 et d'une bronchite en 1908. Elle est enterrée dans une fosse commune, aux frais de l'asile. Les circonstances de sa fin de vie sont découvertes par Christopher Whittick, son biographe pour le Oxford Dictionary of National Biography, et confirmées par Kirsty Stonell Walker, l'auteur de Stunner: The Fall and Rise of Fanny Cornforth.

## Galerie d'œuvres représentant Fanny Cornforth
Cornforth est représentée sur au moins soixante peintures à l'huile, aquarelles, pastels et dessins au crayon de Rossetti, parmi lesquels :

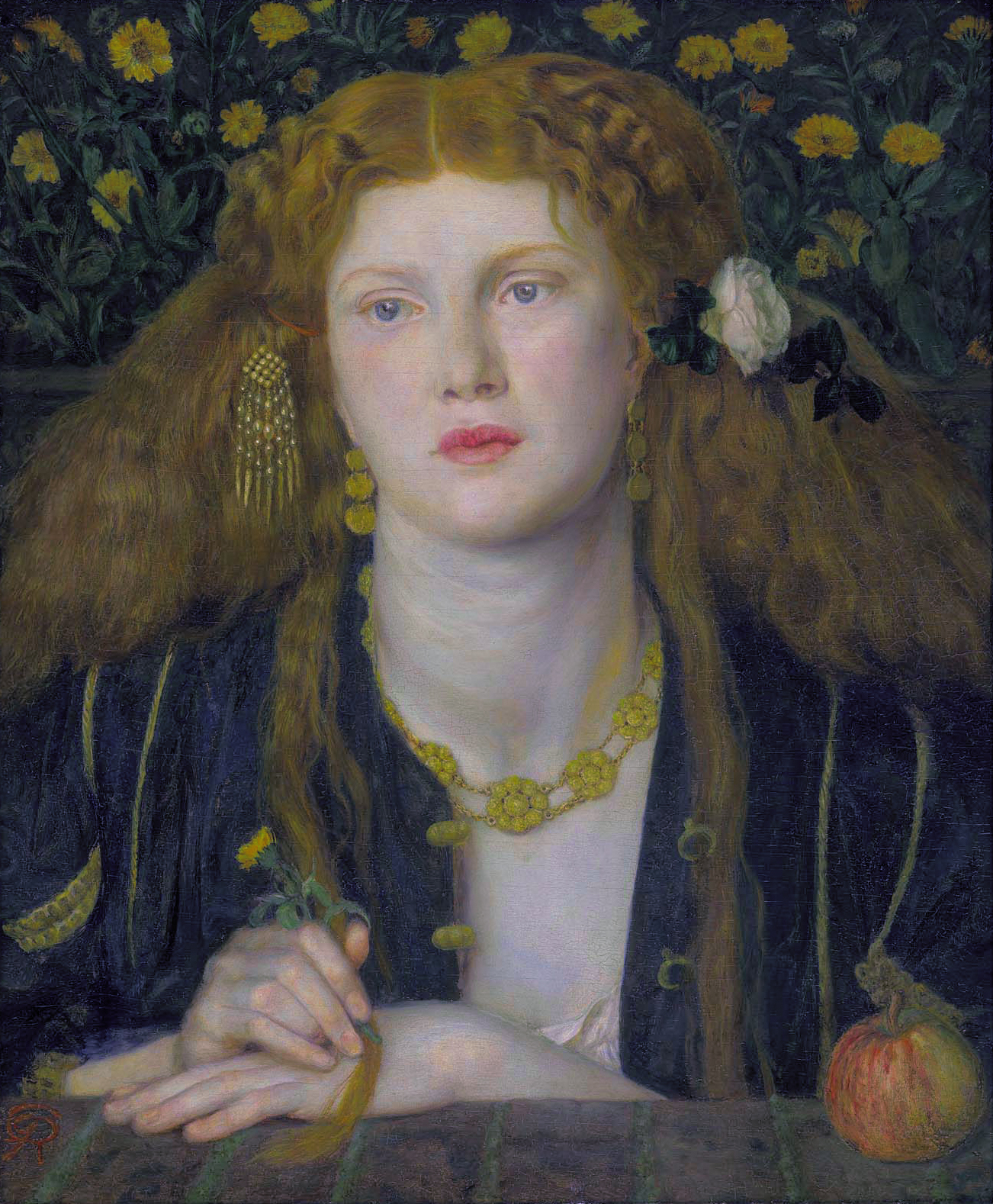
Rossetti, Bocca Baciata, 1859, Musée des Beaux-Arts de Boston.
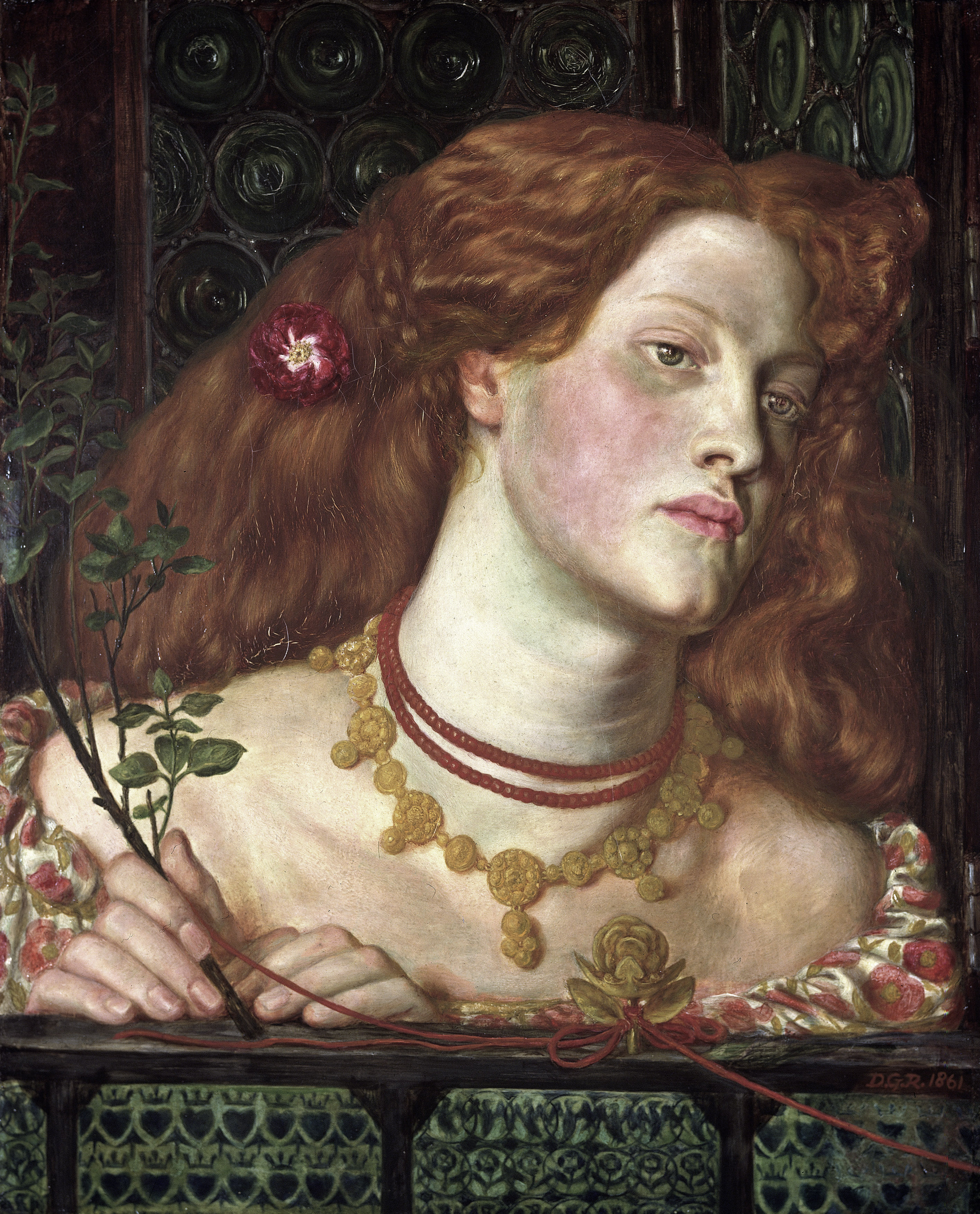
Rossetti, Fair Rosamund, 1861, Musée national de Cardiff.
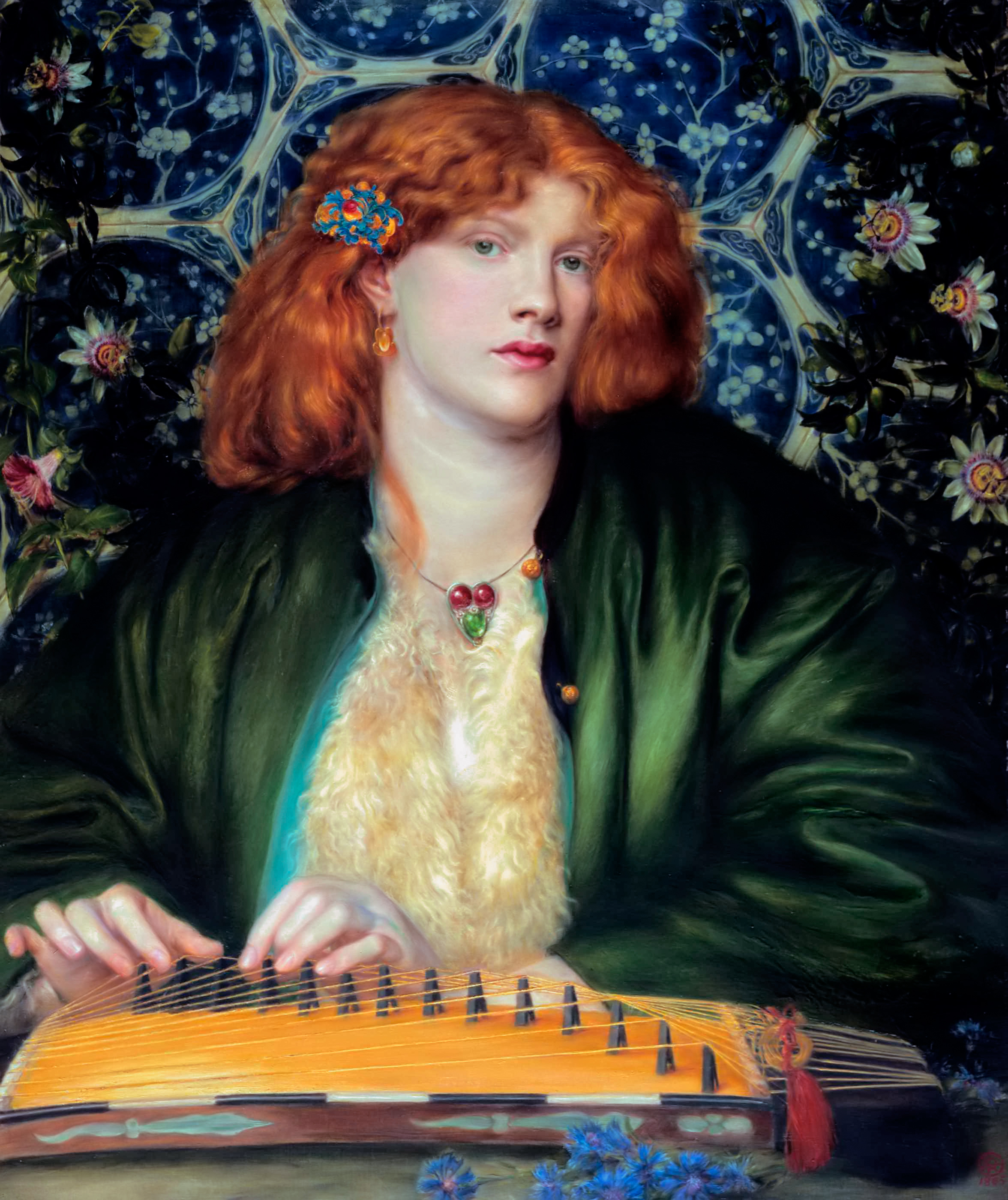
Rossetti, Le boudoir bleu, 1865, Barber Institute of Fine Arts.
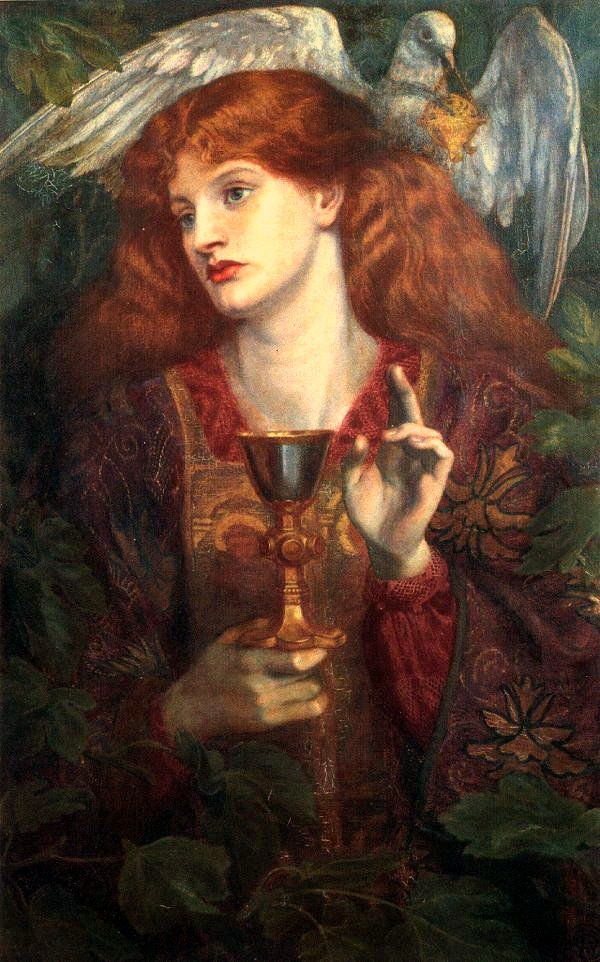
Rossetti, Le Saint Graal, 1874, collection privée.
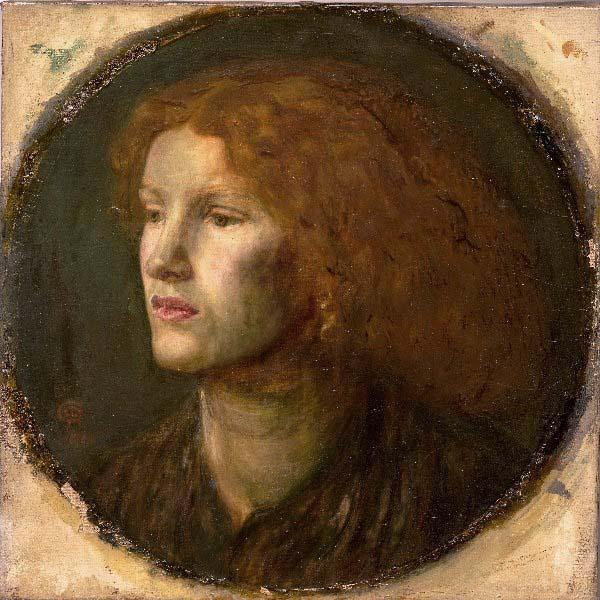
Rossetti, Fanny Cornforth, 1862, collection privée.

Cornforth a aussi posé pour Sidonia von Bork d'Edward Burne-Jones (1860).

## Liste de portraits connus

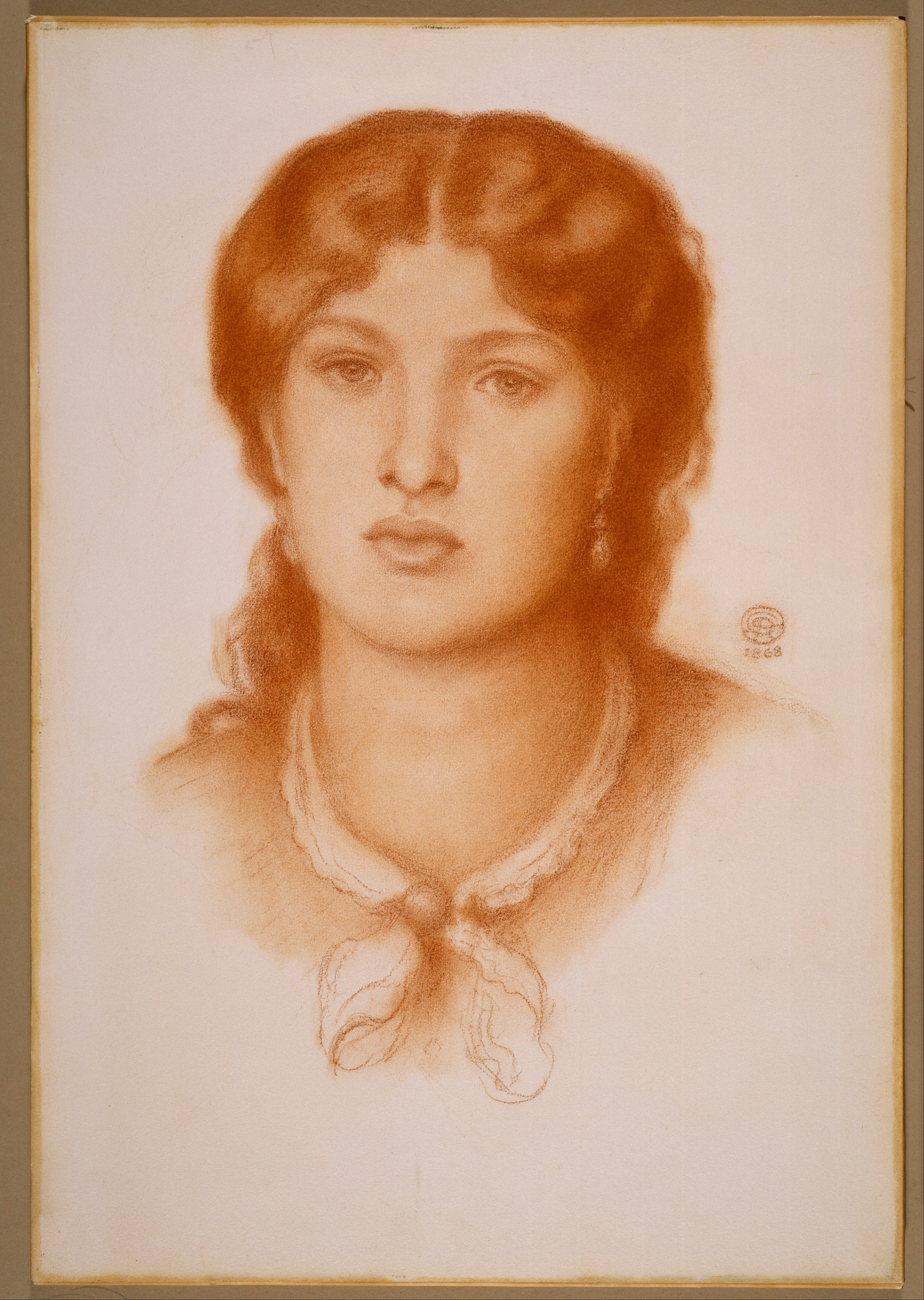
Dante Gabriel Rossetti, Portrait de Fanny Cornforth, 1868, Birmingham Museum and Art Gallery.

Quelques portraits connus de Cornforth sont conservés dans les lieux suivants :
- DG Rossetti, portrait, 1859, Musée des beaux-arts de Boston.
- DG Rossetti, dessin, vers 1860, Ashmolean Museum, Oxford.
- DG Rossetti, portrait, 1865, Barber Institute of Fine Arts, Birmingham.
- DG Rossetti, portrait, 1870, Birmingham Museum and Art Gallery.
- Photographie, Bibliothèque de l'Université de Manchester, collection Charles Fairfax Murray, MS 1282 photographies 3.
- Photographie, Delaware Art Museum, Wilmington.
- Photographies, National Portrait Gallery, Londres.

De nombreux portraits sont visibles sur le site des archives Rossetti.